# 伊莎贝尔·阿特金
伊莎贝尔·阿特金（英語：Isabel Atkin，1998年6月21日—），英国女子自由式滑雪运动员。她曾代表英国参加2018年冬季奥林匹克运动会自由式滑雪比赛，获得女子坡面障碍技巧铜牌。